# Dobrina (Šentjur, Slovenija)
Dobrina je naselje u slovenskoj Općini Šentjuru. Dobrina se nalazi u pokrajini Štajerskoj i statističkoj regiji Savinjskoj. 

## Stanovništvo
Prema popisu stanovništva iz 2002. godine naselje je imalo 211 stanovnika.